# Saint-Hippolyte-de-Caton
Saint-Hippolyte-de-Caton – miejscowość i gmina we Francji, w regionie Oksytania, w departamencie Gard.
Według danych na rok 1990 gminę zamieszkiwało 158 osób, a gęstość zaludnienia wynosiła 26 osób/km² (wśród 1545 gmin Langwedocji-Roussillon Saint-Hippolyte-de-Caton plasuje się na 748. miejscu pod względem liczby ludności, natomiast pod względem powierzchni na miejscu 962.).